# Nazionale maschile di calcio della Repubblica Dominicana
La nazionale di calcio della Repubblica Dominicana (Selección de fútbol de la República Dominicana) è la rappresentativa calcistica nazionale dell'omonimo paese occupante i due terzi dell'isola caraibica di Hispaniola. Essa è posta sotto l'egida della Federación Dominicana de Fútbol ed è affiliata alla CONCACAF. Essendo il baseball lo sport nazionale, la squadra passa spesso inosservata all'interno del paese.
Occupa il 150º posto del ranking FIFA.

## Partecipazioni ai tornei internazionali
Legenda: Grassetto: Risultato migliore, Corsivo: Mancate partecipazioni

## Statistiche dettagliate sui tornei internazionali
In grassetto i risultati migliori.

In corsivo le edizioni a cui il Suriname non ha partecipato.

### Mondiali
| Anno | Luogo                          | Piazzamento      | V | N | P | Gol |
| ---- | ------------------------------ | ---------------- | - | - | - | --- |
| 1930 | Uruguay                        | Non partecipante | - | - | - | -   |
| 1934 | Italia                         | Non partecipante | - | - | - | -   |
| 1938 | Francia                        | Non partecipante | - | - | - | -   |
| 1950 | Brasile                        | Non partecipante | - | - | - | -   |
| 1954 | Svizzera                       | Non partecipante | - | - | - | -   |
| 1958 | Svezia                         | Non partecipante | - | - | - | -   |
| 1962 | Cile                           | Non partecipante | - | - | - | -   |
| 1966 | Inghilterra                    | Non partecipante | - | - | - | -   |
| 1970 | Messico                        | Non partecipante | - | - | - | -   |
| 1974 | Germania Ovest                 | Non partecipante | - | - | - | -   |
| 1978 | Argentina                      | Non qualificata  | - | - | - | -   |
| 1982 | Spagna                         | Non partecipante | - | - | - | -   |
| 1986 | Messico                        | Non partecipante | - | - | - | -   |
| 1990 | Italia                         | Non partecipante | - | - | - | -   |
| 1994 | Stati Uniti                    | Non qualificata  | - | - | - | -   |
| 1998 | Francia                        | Non qualificata  | - | - | - | -   |
| 2002 | Giappone / Corea del Sud       | Non qualificata  | - | - | - | -   |
| 2006 | Germania                       | Non qualificata  | - | - | - | -   |
| 2010 | Sudafrica                      | Non qualificata  | - | - | - | -   |
| 2014 | Brasile                        | Non qualificata  | - | - | - | -   |
| 2018 | Russia                         | Non qualificata  | - | - | - | -   |
| 2022 | Qatar                          | Non qualificata  | - | - | - | -   |
| 2026 | Canada / Messico / Stati Uniti | Non qualificata  | - | - | - | -   |

### Campionato CONCACAF/Gold Cup
| Anno | Luogo                               | Piazzamento                        | V | N | P | Gol |
| ---- | ----------------------------------- | ---------------------------------- | - | - | - | --- |
| 1963 | El Salvador                         | Non partecipante                   | - | - | - | -   |
| 1965 | Guatemala                           | Non partecipante                   | - | - | - | -   |
| 1967 | Honduras                            | Non partecipante                   | - | - | - | -   |
| 1969 | Costa Rica                          | Non partecipante                   | - | - | - | -   |
| 1971 | Trinidad e Tobago                   | Non partecipante                   | - | - | - | -   |
| 1973 | Haiti                               | Non partecipante                   | - | - | - | -   |
| 1977 | Messico                             | Non partecipante                   | - | - | - | -   |
| 1981 | Honduras                            | Non partecipante                   | - | - | - | -   |
| 1985 | Itinerante                          | Non partecipante                   | - | - | - | -   |
| 1989 | Itinerante                          | Non partecipante                   | - | - | - | -   |
| 1991 | Stati Uniti                         | Non qualificata                    | - | - | - | -   |
| 1993 | Stati Uniti / Messico               | Non qualificata                    | - | - | - | -   |
| 1996 | Stati Uniti                         | Non qualificata                    | - | - | - | -   |
| 1998 | Stati Uniti                         | Ritirata                           | - | - | - | -   |
| 2000 | Stati Uniti                         | Non qualificata                    | - | - | - | -   |
| 2002 | Stati Uniti                         | Non qualificata                    | - | - | - | -   |
| 2003 | Stati Uniti / Messico               | Non qualificata                    | - | - | - | -   |
| 2005 | Stati Uniti                         | Ritirata                           | - | - | - | -   |
| 2007 | Stati Uniti                         | Ritirata durante le qualificazioni | - | - | - | -   |
| 2009 | Stati Uniti                         | Non partecipante                   | - | - | - | -   |
| 2011 | Stati Uniti                         | Non qualificata                    | - | - | - | -   |
| 2013 | Stati Uniti                         | Non qualificata                    | - | - | - | -   |
| 2015 | Stati Uniti / Canada                | Non qualificata                    | - | - | - | -   |
| 2017 | Stati Uniti                         | Non qualificata                    | - | - | - | -   |
| 2019 | Stati Uniti / Costa Rica / Giamaica | Non qualificata                    | - | - | - | -   |
| 2021 | Stati Uniti                         | Non qualificata                    | - | - | - | -   |
| 2023 | Stati Uniti / Canada                | Non qualificata                    | - | - | - | -   |
| 2025 | Stati Uniti / Canada                | Primo turno                        | 0 | 1 | 2 | 3:5 |

### Olimpiadi
| Anno | Luogo     | Piazzamento      | V | N | P | Gol |
| ---- | --------- | ---------------- | - | - | - | --- |
| 1920 | Anversa   | Non partecipante | - | - | - | -   |
| 1924 | Parigi    | Non partecipante | - | - | - | -   |
| 1928 | Amsterdam | Non partecipante | - | - | - | -   |
| 1936 | Berlino   | Non partecipante | - | - | - | -   |
| 1948 | Londra    | Non partecipante | - | - | - | -   |

- Nota bene: per le informazioni sui risultati ai Giochi olimpici nelle edizioni successive al 1948 visionare la pagina della nazionale olimpica.

### Confederations Cup
| Anno | Luogo                    | Piazzamento     | V | N | P | Gol |
| ---- | ------------------------ | --------------- | - | - | - | --- |
| 1992 | Arabia Saudita           | Non invitata    | - | - | - | -   |
| 1995 | Arabia Saudita           | Non invitata    | - | - | - | -   |
| 1997 | Arabia Saudita           | Non qualificata | - | - | - | -   |
| 1999 | Messico                  | Non qualificata | - | - | - | -   |
| 2001 | Corea del Sud / Giappone | Non qualificata | - | - | - | -   |
| 2003 | Francia                  | Non qualificata | - | - | - | -   |
| 2005 | Germania                 | Non qualificata | - | - | - | -   |
| 2009 | Sudafrica                | Non qualificata | - | - | - | -   |
| 2013 | Brasile                  | Non qualificata | - | - | - | -   |
| 2017 | Russia                   | Non qualificata | - | - | - | -   |

## Tutte le rose

### Gold Cup
CONCACAF Gold Cup 20251 Lloyd, 2 Urbáez, 3 Firpo, 4 Pujol, 5 Dollenmayer, 6 Rosario, 7 Núñez, 8 Mörschel, 9 Díaz, 10 Vásquez, 11 Reyes, 12 Valdez, 13 Azcona, 14 López, 15 Beltre, 16 Pineda, 17 Romero, 18 Kaparos, 19 González, 20 Bretón, 21 Familia-Castillo, 22 Geraldo, 23 de Lucas, 24 Sambataro, 25 Japa, 26 de Oca, CT: Neveleff

## Rosa attuale
Lista dei giocatori convocati dal CT Marcelo Neveleff per la CONCACAF Gold Cup 2025. 
Presenze e reti aggiornate al 22 giugno 2025, al termine della gara contro il Suriname, dopo la quale sono stati eliminati dalla competizione.
| 1  | P | Miguel Lloyd          | 23 ottobre 1982 (42 anni)   | 53 | -68 | Cibao              |  |  |
| 12 | P | Xavier Valdez         | 23 novembre 2003 (21 anni)  | 17 | -20 | Nashville          |  |  |
| 22 | P | Wilkins Geraldo       | 27 maggio 2008 (17 anni)    | 0  | 0   | Rayo Majadahonda   |  |  |
|    |   |                       |                             |    |     |                    |  |  |
| 2  | D | Joao Urbáez           | 24 luglio 2002 (22 anni)    | 13 | 1   | Leganés            |  |  |
| 3  | D | Junior Firpo          | 22 agosto 1996 (28 anni)    | 11 | 4   | Leeds Utd          |  |  |
| 4  | D | Edgar Pujol           | 7 agosto 2004 (20 anni)     | 4  | 0   | Real M. Castilla   |  |  |
| 5  | D | Noah Dollenmayer      | 26 ottobre 1999 (25 anni)   | 7  | 2   | El Paso Locomotive |  |  |
| 15 | D | Miguel Ángel Beltre   | 12 luglio 2003 (21 anni)    | 5  | 0   | Azuqueca           |  |  |
| 18 | D | Jimmy Kaparos         | 25 dicembre 2001 (23 anni)  | 4  | 1   | Rot-Weiss Essen    |  |  |
| 21 | D | Juan Familia-Castillo | 13 gennaio 2000 (25 anni)   | 5  | 0   | RKC Waalwijk       |  |  |
| 23 | D | Luiyi de Lucas        | 31 agosto 1994 (30 anni)    | 26 | 1   | Nea Salamis        |  |  |
| 24 | D | Michael Sambataro     | 4 dicembre 2002 (22 anni)   | 14 | 1   | Cibao              |  |  |
|    |   |                       |                             |    |     |                    |  |  |
| 6  | C | Pablo Rosario         | 7 gennaio 1997 (28 anni)    | 5  | 0   | Nizza              |  |  |
| 8  | C | Heinz Mörschel        | 24 agosto 1997 (27 anni)    | 20 | 8   | Vizela             |  |  |
| 10 | C | Ronaldo Vásquez       | 30 giugno 1999 (25 anni)    | 43 | 7   | Sumqayıt           |  |  |
| 13 | C | Edison Azcona         | 21 novembre 2003 (21 anni)  | 14 | 1   | Las Vegas Lights   |  |  |
| 14 | C | Jean Carlos López     | 9 novembre 1993 (31 anni)   | 62 | 6   | Cibao              |  |  |
| 16 | C | Juanca Pineda         | 12 gennaio 2000 (25 anni)   | 16 | 0   | Beroe              |  |  |
| 20 | C | Lucas Bretón          | 20 novembre 2006 (18 anni)  | 11 | 0   | Atl. Malagueño     |  |  |
| 26 | C | Ángel Montes de Oca   | 18 febbraio 2003 (22 anni)  | 5  | 0   | Cibao              |  |  |
|    |   |                       |                             |    |     |                    |  |  |
| 7  | A | Rafael Núñez          | 25 gennaio 2002 (23 anni)   | 14 | 3   | FC Cartagena       |  |  |
| 9  | A | Mariano Díaz Mejía    | 1º agosto 1993 (31 anni)    | 2  | 2   | svincolato         |  |  |
| 11 | A | Edarlyn Reyes         | 30 settembre 1997 (27 anni) | 37 | 5   | Arsenal Tula       |  |  |
| 17 | A | Dorny Romero          | 24 gennaio 1998 (27 anni)   | 41 | 25  | Bolívar            |  |  |
| 19 | A | Peter González        | 25 luglio 2002 (22 anni)    | 7  | 2   | Getafe             |  |  |
| 25 | A | Erick Japa            | 6 aprile 1999 (26 anni)     | 17 | 2   | UMECIT FC          |  |  |

## Record individuali
Statistiche aggiornate al 22 giugno 2025.
- In grassetto i giocatori ancora attivi in nazionale.

### Presenze
| Pos. | Giocatore         | Presenze | Reti | Periodo   |
| ---- | ----------------- | -------- | ---- | --------- |
| 1    | Jean Carlos Lopez | 66       | 7    | 2013-     |
| 2    | César García      | 57       | 4    | 2010-     |
| 3    | Miguel Lloyd      | 53       | 0    | 2004-     |
| 4    | Rafael Flores     | 48       | 0    | 2008-2021 |
| 5    | Jonathan Faña     | 47       | 24   | 2006-2022 |
| 7    | Domingo Peralta   | 44       | 14   | 2010-2021 |
| 6    | Ronaldo Vásquez   | 43       | 7    | 2017-     |
| 8    | Dorny Romero      | 41       | 25   | 2017-     |
| 9    | Kerbi Rodríguez   | 38       | 10   | 2006-2015 |
| 9    | Edarlyn Reyes     | 37       | 5    | 2018-     |

### Reti
| Pos. | Nome              | Reti | Presenze | Periodo   |
| ---- | ----------------- | ---- | -------- | --------- |
| 1    | Dorny Romero      | 25   | 41       | 2017-     |
| 2    | Jonathan Faña     | 24   | 47       | 2006-2022 |
| 3    | Domingo Peralta   | 14   | 44       | 2010-2021 |
| 4    | Dinardo Rodríguez | 11   | 15       | 1989-2001 |
| 5    | Kerbi Rodríguez   | 10   | 38       | 2006-2015 |
| 6    | Daryl Batista     | 9    | 18       | 2006-2019 |
| 6    | Erick Ozuna       | 9    | 30       | 2010-2019 |
| 8    | Heinz Mörschel    | 8    | 20       | 2023-     |

## Commissari tecnici
Prima del 1936 (tranne alcuni periodi) i giocatori erano selezionati da un comitato della FFF.
Dati aggiornati al 20 giugno 2025.
| Allenatore                      | Periodo in carica | G  | V  | N | P  | % vittorie |
| ------------------------------- | ----------------- | -- | -- | - | -- | ---------- |
| Fortunato Quispe Mendoza        | 1967-1974         | ?  | ?  | ? | ?  | ?          |
| Carlos Cabañés                  | 1975              | ?  | ?  | ? | ?  | ?          |
| Décio Leite Leal                | 1986-1989         | ?  | ?  | ? | ?  | ?          |
| Bernhard Zgoll                  | 1991-1992         | 2  | 0  | 1 | 1  | &0,0       |
| Manfred Höner                   | 1993-1994         | 0  | 0  | 0 | 0  | —          |
| Juan Carretero                  | 1995-1999         | 6  | 3  | 1 | 2  | 50,0       |
| Juan Emilio Mojica              | 2000-2002         | 9  | 4  | 0 | 5  | 44,4       |
| Carmelo Oliva                   | 2003              | 2  | 0  | 0 | 2  | &0,0       |
| William Bennett Barracks        | 2004-2005         | 9  | 3  | 1 | 5  | 33,3       |
| Ljubomir Crnokrak               | 2005-2007         | 0  | 0  | 0 | 0  | —          |
| Juan Emilio Mojica              | 2008-2009         | 2  | 0  | 0 | 2  | &0,0       |
| Clemente Domingo Hernández      | 2010-2014         | 30 | 15 | 5 | 10 | 50,0       |
| José Eugenio Hernández          | 2015              | 1  | 0  | 0 | 1  | &0,0       |
| Juan Emilio Mojica              | 2015              | 2  | 0  | 0 | 2  | &0,0       |
| Roberto Díaz Bernabé            | 2015-2016         | 7  | 4  | 0 | 3  | 57,1       |
| Juan Emilio Mojica (ad interim) | 2016-2017         | 0  | 0  | 0 | 0  | —          |
| Orlando Capellino               | 2017-2019         | 7  | 5  | 0 | 2  | 71,4       |
| David González Sanz             | 2019-2020         | 7  | 2  | 2 | 3  | 28,6       |
| Jacques Passy                   | 2020-2021         | 6  | 2  | 2 | 2  | 33,3       |
| Iñaki Bea                       | 2022              | 4  | 1  | 1 | 2  | 25,0       |
| Walter Benítez (ad interim)     | 2022-2023         | 1  | 0  | 0 | 1  | &0,0       |
| Marcelo Neveleff                | 2023-in carica    | 24 | 14 | 3 | 7  | 58,3       |